# It Happened One Sunday
It Happened One Sunday è un film del 1944 diretto da Carl Lamac. Il soggetto del film si basa sul lavoro teatrale She Met Him One Sunday di Victor Skutezky.

## Trama
A Liverpool, una giovane domestica irlandese crede erroneamente di avere un ammiratore segreto che lavora in ospedale. Andandolo a cercare, si imbatte per caso in un militare di cui si innamora. I due passano insieme la giornata andando in giro per la città e, alla fine, decidono di sposarsi.

## Produzione
Il film fu prodotto dall'Associated British Picture Corporation (ABPC).

## Distribuzione
Distribuito dalla Pathé Pictures International, uscì nelle sale cinematografiche britanniche presentato a Londra il 28 luglio 1944.